# Meioneta lophophor
Meioneta lophophor är en spindelart som först beskrevs av Chamberlin och Ivie 1933.  Meioneta lophophor ingår i släktet Meioneta och familjen täckvävarspindlar. Inga underarter finns listade i Catalogue of Life.